# 乔治·卡里耶
乔治·卡里耶（法語：Georges Carrier，1910年9月4日—？），法国男子篮球运动员。他曾代表法国国家队参加1936年夏季奥林匹克运动会男子篮球比赛，最终队伍位列第十九名。